# Rafik Bouderbal
Rafik Bouderbal (Lyon, Francia, 19 de septiembre de 1987), futbolista francés, de origen argelino. Juega de volante y su actual equipo es el FC Lorient de la Ligue 1 de Francia. 

## Clubes
| Club       | País    | Año   |
| ---------- | ------- | ----- |
| FC Lorient | Francia | 2009- |

- Datos: Q9065954
- Multimedia: Rafik Bouderbal / Q9065954